# 护珠塔
护珠塔，又名护珠宝光塔、松江斜塔，位于上海市松江区天马山中峰峰顶，是一座八角七级的楼阁式塔。该塔始建于北宋元丰二年（1079年），清乾隆五十三年（1788年）时发生火灾后仅余砖制塔体，后因地层塔砖被挖而发生倾斜，倾斜角度超过比萨斜塔。1983年，护珠塔被列为上海市文物保护单位，1984年至1987年得以修复。

## 历史

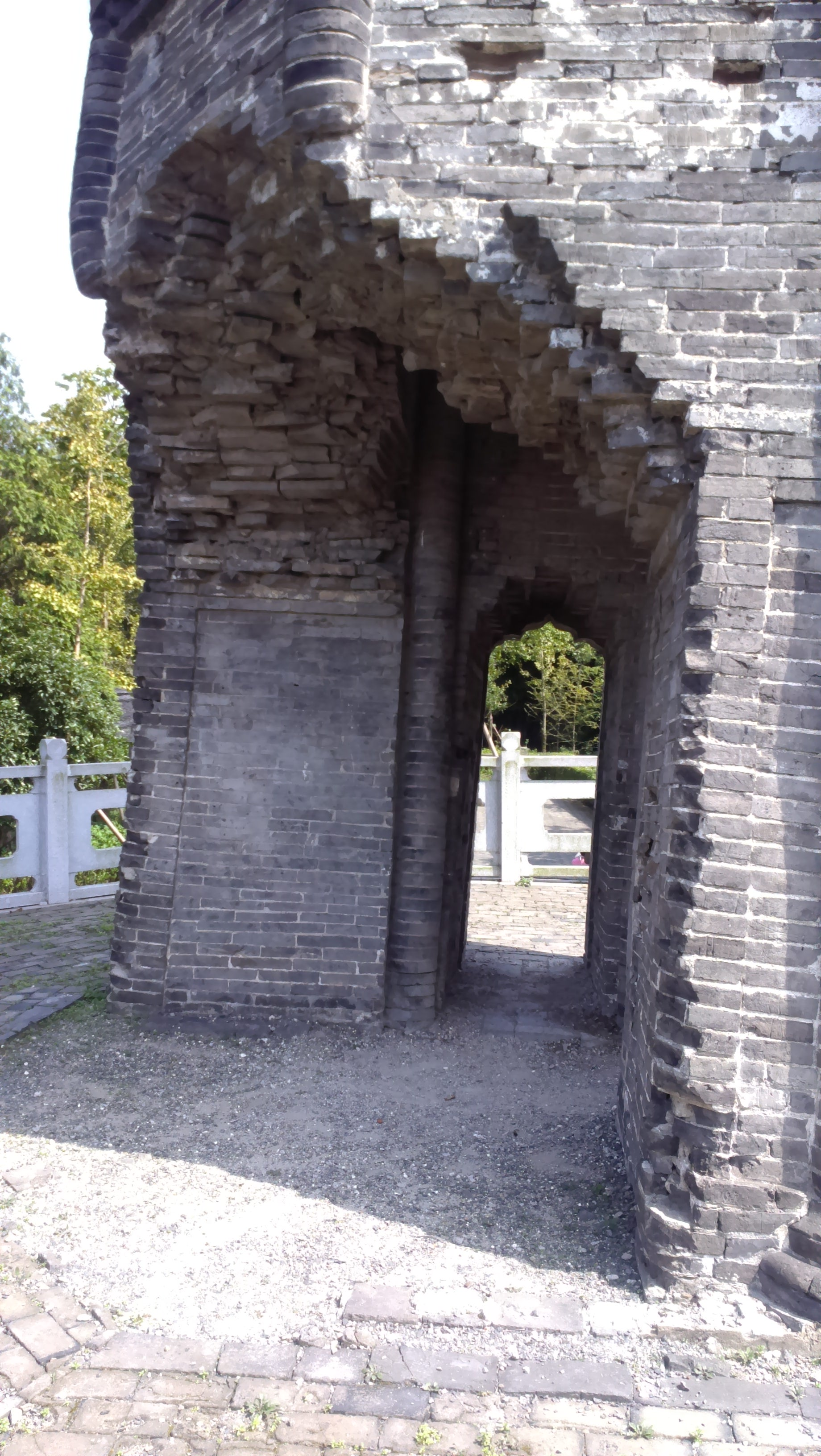
護珠塔底層被挖掘出的大洞

护珠塔始建于北宋元丰二年（1079年），南宋绍兴二十七年（1157年）时塔内藏入宋高宗所赐舍利，因而又名“护珠宝光塔”。淳佑五年（1245年）修缮。清乾隆五十三年（1788年），附近的圆智教寺在祭祀典礼上燃放烟花，导致护珠塔失火，塔上包括平座、塔檐、塔梯、塔心木等全部木质构件均被焚毁，仅余砖砌塔身。火灾之后有人挖走底层塔砖，以攫取砖缝内的钱币，多年后塔的地层一角被完全拆毁，形成一个直径达2米的大洞，同时塔基三分之一的基石也被拆毁，进而导致塔身发生倾斜。该塔故而得名“松江斜塔”。:67
中华人民共和国成立后，护珠塔被列为松江县文物保护单位。1982年，松江县文物保护工作者发现护珠塔出现了明显的裂缝，同时该塔的倾斜程度有加大的趋势，遂将情况上报给了上海市文物管理委员会，并在塔外设置了危险告示。同年6月，经上海市民用建筑设计院勘察队测定，该塔的倾斜角度为向南6°52′，中心位移2.27米，倾斜程度已经超过了比萨斜塔。随后上海市文物管理委员会组建了“天马山宋护珠塔研究修缮组”，研究该塔的修缮方案。1983年，护珠塔被列为上海市文物保护单位。1984年该塔得以维修，修缮过程中先用竹架撑起塔体，再用钢条把每层原塔檐处箍紧，最后再将塔身和塔基用钢筋整体串联，并更换了风化的塔砖。这次修缮并未扶正塔身。施工工程于1987年12月7日竣工，整个工程耗资30万元人民币，完工后的护珠塔可以抵御6级以下地震和10级以下风力。2015年时，相关专家再次检查了护珠塔，发现该塔的倾斜角度增大到了7.10°。:67-69

## 结构
护珠塔位于松江区天马山中峰的圆智教寺北侧，为八角七级的楼阁式砖塔，顶部塔刹已毁，现存高度仅18.81米。